# Aulolaimus meyli
Aulolaimus meyli is een rondwormensoort uit de familie van de Aulolaimidae. De wetenschappelijke naam van de soort is voor het eerst geldig gepubliceerd in 1961 door Loof.